# Elena Derevko
Elena Derevko este un personaj din serialul de televiziune Alias, interpretată de Sônia Braga.
Elena este sora Irinei și a Katyei, considerată a fi cea mai nemiloasă dintre ele. În sezonul 4, s-a descoperit că Elena este conducătoarea secretă a Legământului. Ea a fost menționată pentru prima dată în sezonul 3 în episodul "Crossings"de către Jack Bristow. Nimic altceva nu este descoperit despre Elena până în sezonul 4, când, în episodul "Welcome to Liberty Village" este menționat faptul că un grup rusesc încearcă să o găsească. Pe parcursul sezonului 4, s-a aflat faptul că Elena s-a dat drept Sophia Vargas, femeia care a avut grijă de Nadia Santos la orfelinatul din Argentina.
Elena se folosește de relația ei cu Nadia pentru a obține informații despre diferite misiuni de la APO. Mai târziu, ea se infiltrează în DCS și fură toate artefactele lui Rambaldi, aflate în posesia CIA-ului. Cu artefactele furate de la DCS și cu cele obținute din alte surse, Elena are toate piesele necesare pentru a-și pune în aplicare planul secret. Agenții Legământului contaminează rezerva de apă din Sovogda, Rusia, iar Elena activează dispozitivul Mueller de deasupra orașului. Irina i-a însoțit pe Jack, Sydney, Nadia și Vaughn în misiunea de a dezactiva dispozitivul. Elena, capturată în timpul acestei misiuni, este împușcată și omorâtă de Irina.

### Trecutul Elenei cu Nadia
Sydney și Vaughn descoperă o casetă video cu Nadia, -de pe vremea când era mică-, care era testată cu un lichid al lui Rambaldi, într-un bunker rusesc. Katya Derevko le spune că Nadia a fost născută de Irina într-o închisoare sovietică, după ce l-a părăsit pe Jack. Sydney a fost născută în 1975, iar Irina a plecat la sfârșitul anului 1981. Acel lucru înseamnă că Nadia trebuie să se fi născut în anul 1982. Caseta video dovedește faptul că Nadia s-a aflat în custodia Uniunii Sovietice în primii ani ai vieții ei -măcar până în anul 1985.
Elena, dându-se drept Sophia Vargas, îi spune lui Michael Vaughn că singura dată când l-a întâlnit pe tatăl său, Bill, a fost atunci când acesta a lăsat-o pe Nadia la orfelinatul din Buenos Aires. Michael Vaughn o localizează pe Sophia în Lisabona, datorită unui pasaj dintr-un jurnal, care se presupune că a aparținut lui Bill Vaughn. Acest jurnal indica faptul că Bill a trăit și după anul 1979, an în care se știa că Irina Derevko l-ar fi omorât. Dar, în curând, s-a dovedit că acel jurnal a fost falsificat din ordinul Elenei.
Nadia reușește să fugă din orfelinat în anul 1992. Caseta video nu este prea clară, dar este posibil ca ea să fi avut cam 10 ani când a fugit. Pe la 17-18 ani -în jurul anului 1999/2000- este recrutată de Roberto Fox. 